# Conor Fahy
Conor Fahy (Floriana, 17 febbraio 1928 – Ely, 1º gennaio 2009) è stato un filologo e italianista britannico.
Grazie ai suoi studi, ha contribuito all'introduzione nel contesto della filologia italiana del concetto di bibliografia testuale (textual bibliography) o filologia dei testi a stampa, già presente negli studi filologici di area anglosassone.

## Biografia
Di ascendenze irlandesi, Fahy studiò al Queens' College di Cambridge, si laureò a Manchester e intraprese la carriera di docente all'Università di Edimburgo. Dal 1967 insegnò al Birkbeck College dell'Università di Londra, dapprima come lettore, poi come professore di italiano (1970-1983). Dal 1979 al 1983 fu presidente della Society for Italian Studies e nel 1989 divenne Honorary Research Fellow all'UCL.
È stato insignito della laurea honoris causa dall'Università di Udine (1997) e della Serena Medal dalla British Academy (2007).

## Opere
- Conor Fahy, Saggi di bibliografia testuale, Padova, Antenore, 1988.
- Conor Fahy, L'Orlando furioso del 1532. Profilo di una edizione, Milano, Vita e pensiero, 1989, ISBN 88-343-0482-9.
- Zefirino Camparini, Istruzioni pratiche ad un novello capo-stampa, o sia Regolamento per la direzione di una tipografica officina (1789), a cura di Conor Fahy, Firenze, Olschki, 1998, ISBN 8822245717.